# Västra Helgtjärnen
Västra Helgtjärnen är en sjö i Åre kommun i Jämtland och ingår i Indalsälvens huvudavrinningsområde. Sjön har en area på 0,28 kvadratkilometer och ligger 647,4 meter över havet. Vid provfiske har bäckröding, elritsa, röding och öring fångats i sjön.

## Delavrinningsområde
Västra Helgtjärnen ingår i det delavrinningsområde (700792-136701) som SMHI kallar för Utloppet av Västra Helgtjärnen. Medelhöjden är 659 meter över havet och ytan är 1,25 kvadratkilometer. Det finns inga avrinningsområden uppströms utan avrinningsområdet är högsta punkten. Vattendraget som avvattnar avrinningsområdet har biflödesordning 4, vilket innebär att vattnet flödar genom totalt 4 vattendrag innan det når havet efter 322 kilometer. Avrinningsområdet består mestadels av skog (78 procent). Avrinningsområdet har 0,28 kvadratkilometer vattenytor vilket ger det en sjöprocent på 22,3 procent.